# Emissaries
Emissaries je četvrti studijski album izraelskog black metal-sastava Melechesh. Album je 30. listopada 2006. godine objavila diskografska kuća Osmose Productions.

## O albumu
Ovo je prvi album sastava na kojem je bubnjeve svirao novi bubnjar Xul, koji se grupi pridružio 2005. godine. Neke inačice albuma sadrže i instrumentalnu bonus pjesmu "Extemporized Ophtalmic Release" koja nije navedena na popisu pjesama u knjižici albuma, ali se na CD-u pojavljuje pod brojem 11; naziv same pjesme govori kako je nastala neplanirano, tijekom improvizirane probe sastava.

## Popis pjesama
| 1.    | »Rebirth of the Nemesis«              | Ashmedi       | Ashmedi, Moloch    | 6:38 |
| 2.    | »Ladders to Sumeria«                  | Ashmedi       | Ashmedi            | 4:02 |
| 3.    | »Deluge of Delusional Dreams«         | Ashmedi       | Ashmedi            | 6:25 |
| 4.    | »Touching the Spheres of Sephiroth«   | Ashmedi       | Al'Hazred, Ashmedi | 3:10 |
| 5.    | »Gyroscope« (obrada The Tea Partyja)  | The Tea Party | The Tea Party      | 2:58 |
| 6.    | »Double Helixed Sceptre«              | Ashmedi       | Ashmedi            | 5:56 |
| 7.    | »The Scribes of Kur« (instrumental)   |               | Ashmedi, Moloch    | 6:35 |
| 8.    | »Leper Jerusalem«                     | Ashmedi       | Ashmedi            | 3:49 |
| 9.    | »Sand Grain Universe«                 | Ashmedi       | Ashmedi            | 5:16 |
| 10.   | »Emissaries and the Mysterium Magnum« | Ashmedi       | Ashmedi, Moloch    | 7:20 |
| 52:09 |                                       |               |                    |      |

| Bonus skladba s digipak inačice | Bonus skladba s digipak inačice                  | Bonus skladba s digipak inačice | Bonus skladba s digipak inačice | Bonus skladba s digipak inačice | Bonus skladba s digipak inačice | Bonus skladba s digipak inačice | Bonus skladba s digipak inačice | Bonus skladba s digipak inačice | Bonus skladba s digipak inačice |
| Br.                             | Skladba                                          | Skladatelj                      | Trajanje                        |                                 |                                 |                                 |                                 |                                 |                                 |
| ------------------------------- | ------------------------------------------------ | ------------------------------- | ------------------------------- | ------------------------------- | ------------------------------- | ------------------------------- | ------------------------------- | ------------------------------- | ------------------------------- |
| 11.                             | »Extemporized Ophthalmic Release« (instrumental) | Ashmedi                         | 3:25                            |                                 |                                 |                                 |                                 |                                 |                                 |
| 55:34                           |                                                  |                                 |                                 |                                 |                                 |                                 |                                 |                                 |                                 |

## Recenzije
Eduardo Rivadavia, glazbeni kritičar sa stranice AllMusic, dodijelio je albumu četiri i pol od pet zvjezdica te je komentirao: "Jedino pitanje na koje se ne može dati odgovor o Melecheshovom četvrtom albumu Emissaries jest je li u pitanju jedan od najboljih black metal albuma ili najboljih svjetskih metal albuma 2006. godine. [...] Ukratko, Emissaries je dosljedno mesmerizirajuće putovanje u rijetko istražena carstva glazbe (za slična iskustva s manje black metala, poslušajte Orphaned Land) te bi se čak i dugogodišnji obožavatelji Melechesha složili kako [album] predstavlja novi visoki uspon za sastav."

## Zasluge
| Melechesh - Melechesh Ashmedi – vokali, gitara, klavijature, perkusija, produkcija, inženjer zvuka, miksanje, mastering - Moloch – gitara - Al'Hazred – vokali, bas-gitara - Xul – bubnjevi, perkusija Dodatni glazbenici - Matthias Heine – vokali - Proscriptor McGovern – vokali (na pjesmi 4) - Mukhtar Sarouz – ney (na pjesmi 7) - Remco Helbers – surbahar (na pjesmi 7) | Ostalo osoblje - Dennis Koehne – inženjer zvuka, miksanje, mastering - Siggi Bemm – inženjer zvuka - Stéphane Laniray – fotografija - Paul Guess – dizajn - John Coulthart – naslovnica, ilustracije |